# LEDA 857074
LEDA/PGC 857074 ist eine Balken-Spiralgalaxie im Sternbild Eridanus. Die Supernova SN 2022ADQZ wurde hier beobachtet.